# Rainer Kriester
Rainer Kriester (Plauen, 12 giugno 1935 – Vendone, 14 maggio 2002) è stato uno scultore e pittore tedesco.

## Vita e lavoro
Dopo gli studi di medicina a Lipsia, nel 1958 fuggì dall'ex-RDT e si stabilì a Berlino-Ovest, dove studiò all’Accademia delle Belle Arti. Nel 1970 debutto con le sue prime esposizioni ed iniziò a dedicarsi alla scultura, il cui risultato furono una serie di teste in terracotta con smalti forti e le prime opere in marmo e pietra calcarea.
Tra il 1973 e 1975 insegnò arti plastiche all'Accademia delle Belle Arti di Berlino.
Nel 1982 scoprì la collina con l'antica torre saracena di Castellaro a Vendone, che diventò, negli anni, il suo principale luogo di lavoro. Su tale collina son, tutt'oggi, esposte 35 delle sue opere, nel Parco museale a lui dedicato.
Nel biennio 1996-1997 creò una serie di 140 sculture dal titolo "Viaggio in Africa I" e "Viaggio in Africa II".
Nel 1999 ricevette il titolo di "cittadino onorario" dal comune di Vendone.

## Sculture

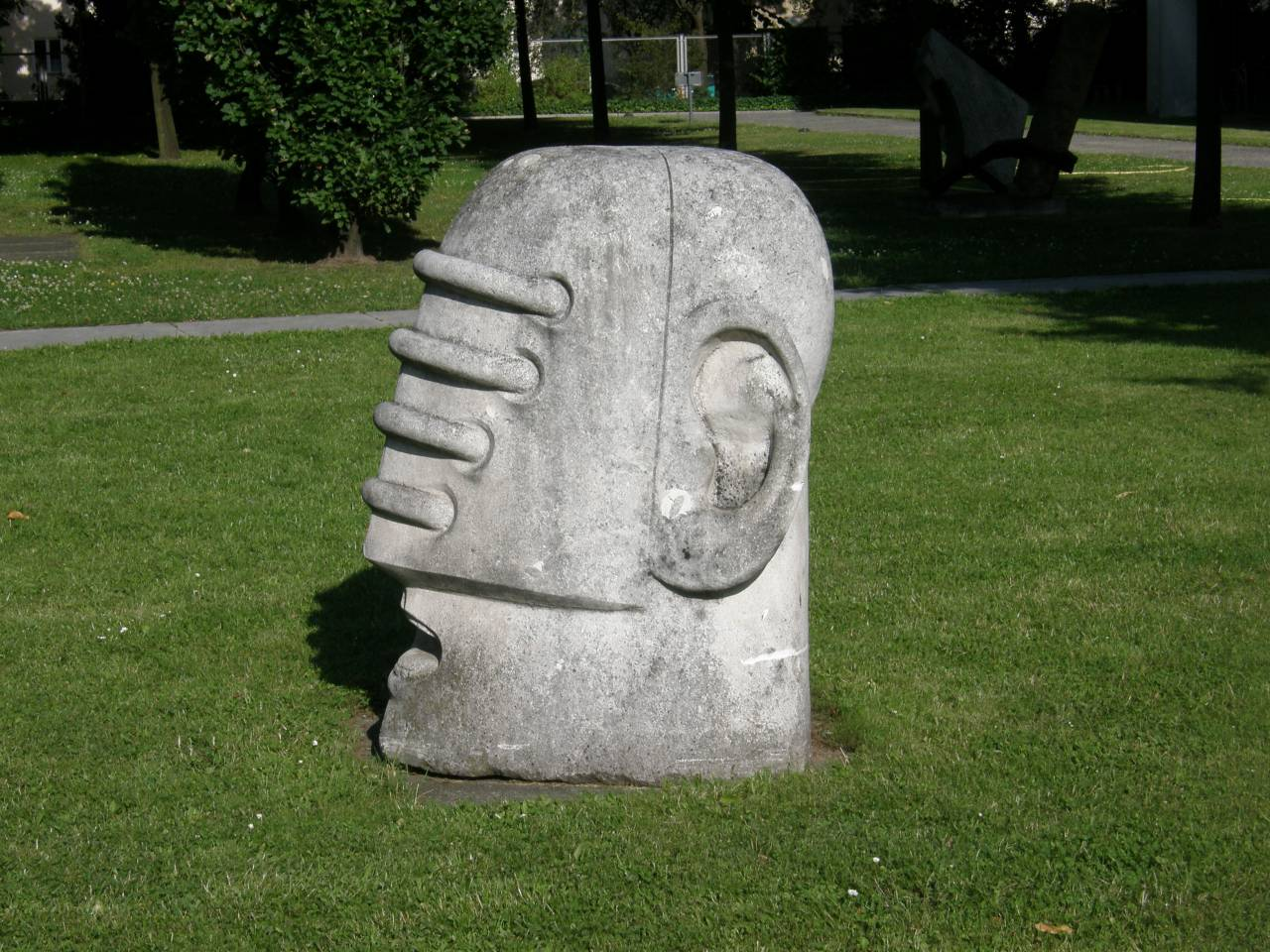
Meditationsraum (1976) a Berlino
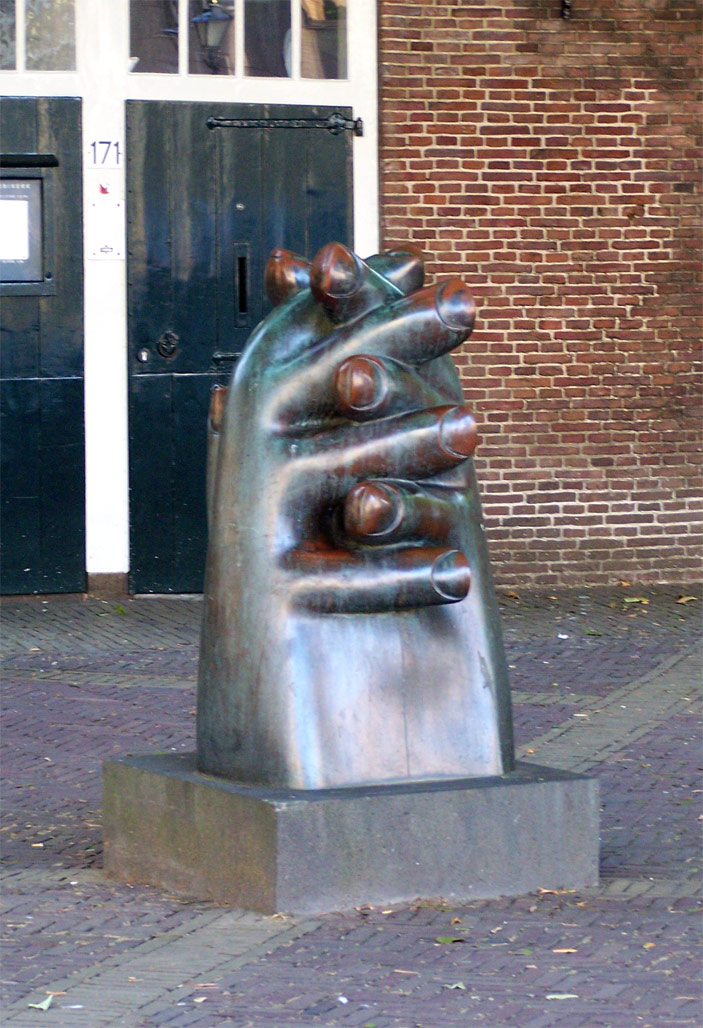
Gedankenkopf (1980) ad Utrecht
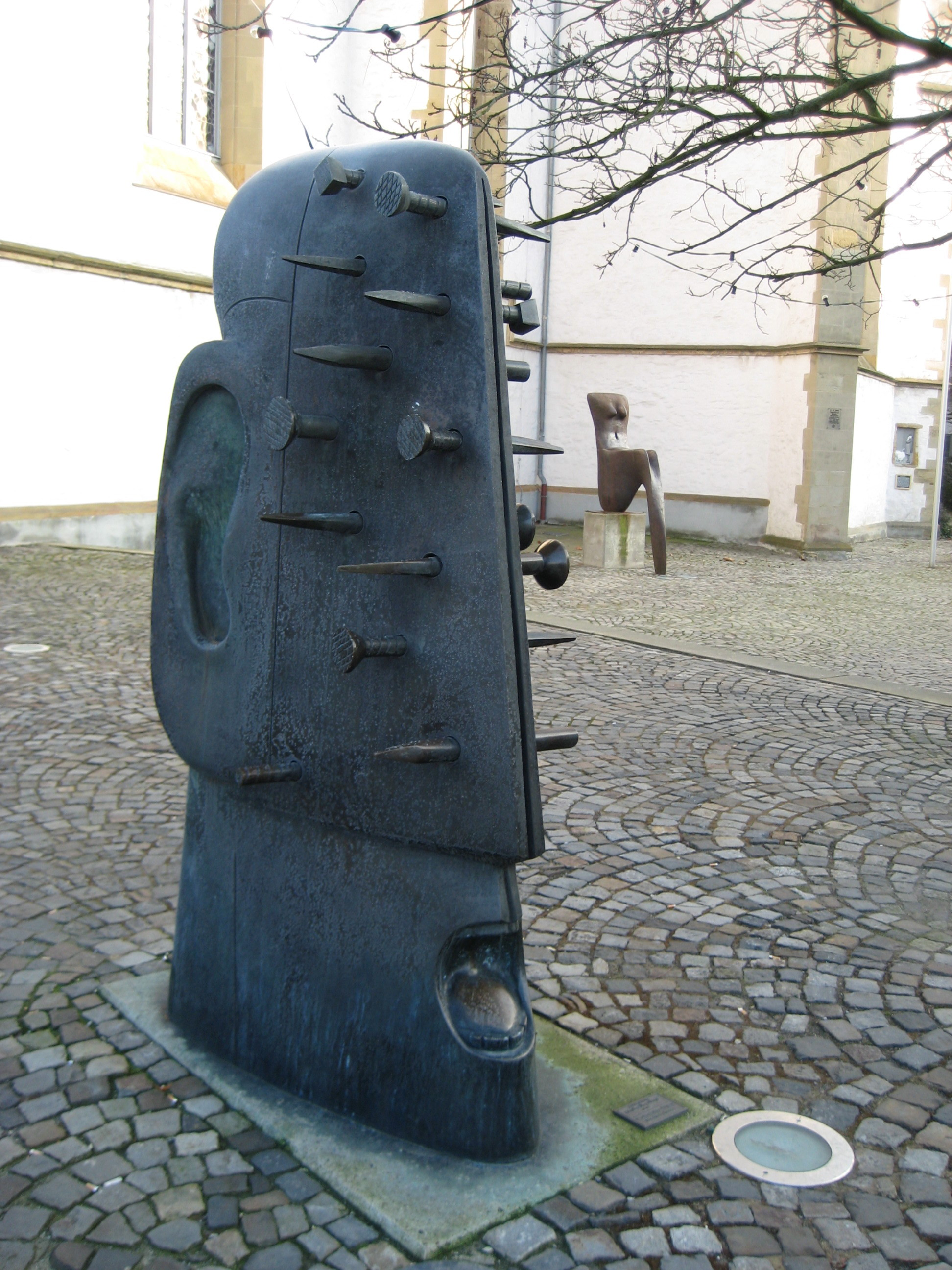
Nagelkopf (1981/82) ad Osnabrück
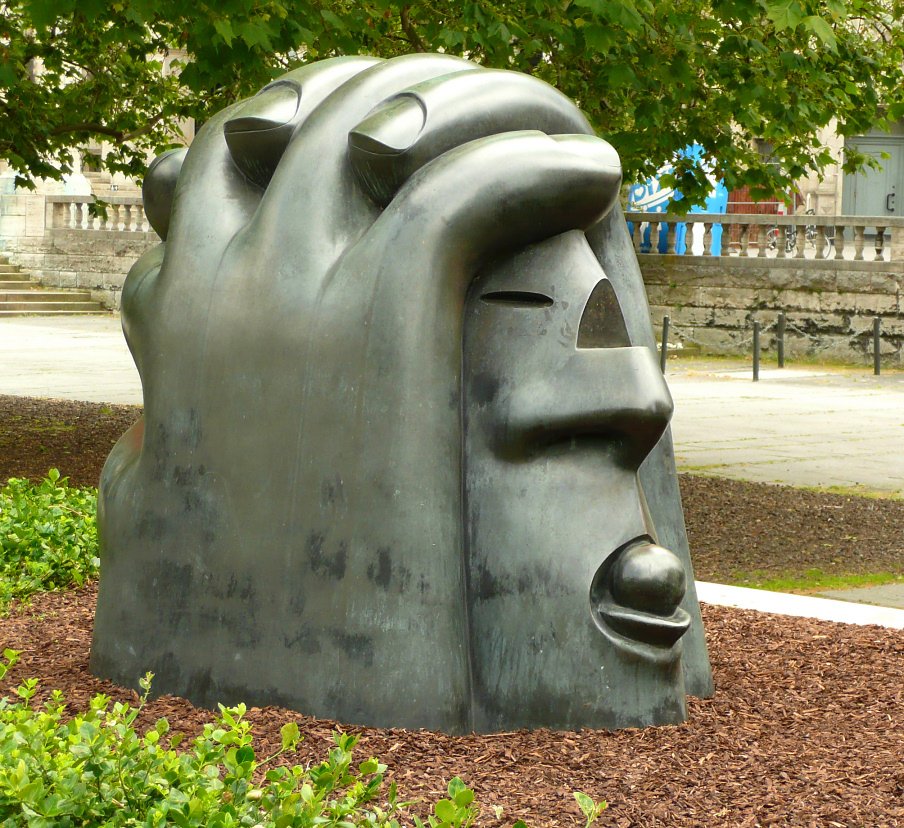
Scultura in bronzo Großer verletzter Kopf in Trammplatz ad Hannover
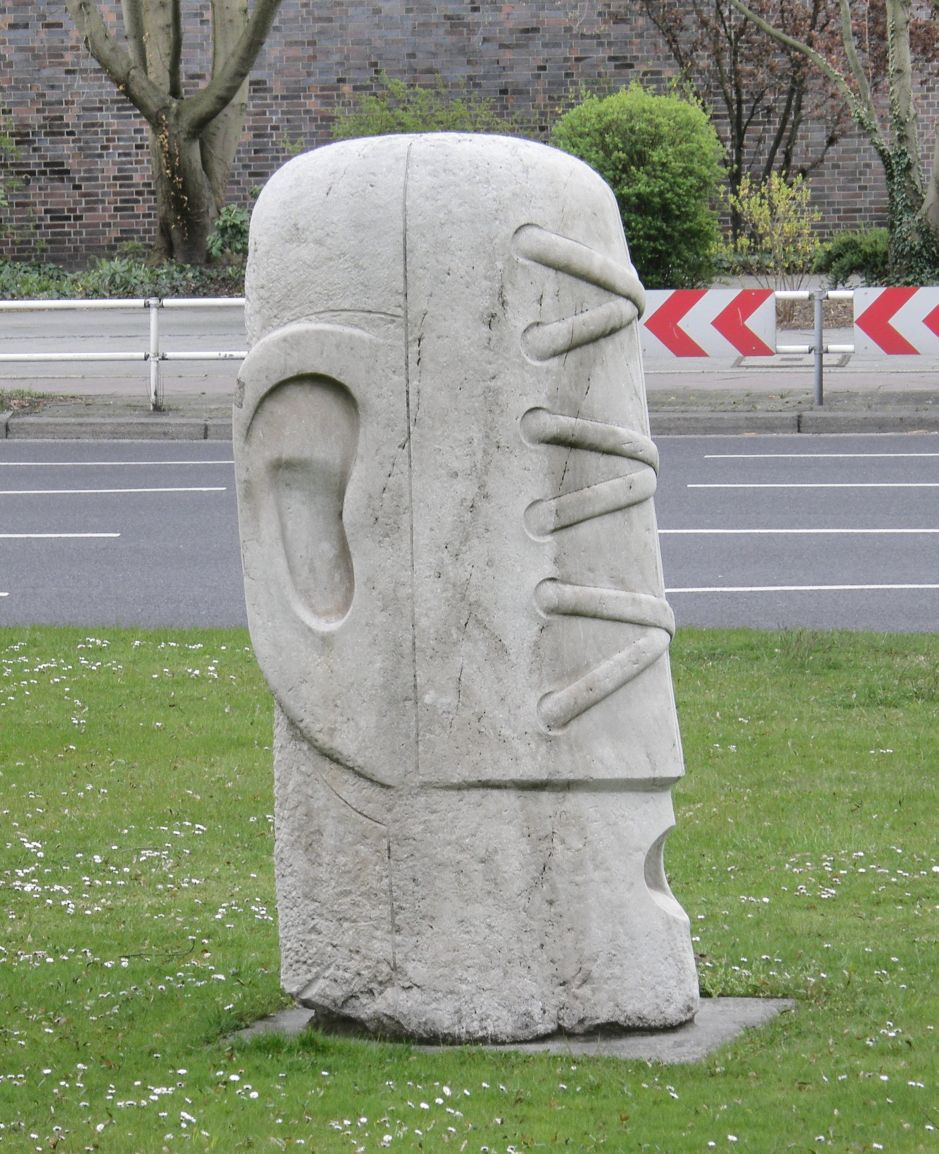
Zwei Köpfe: Großer verschnürter Kopf (1989) in Theodor-Heuss-Platz a Berlino
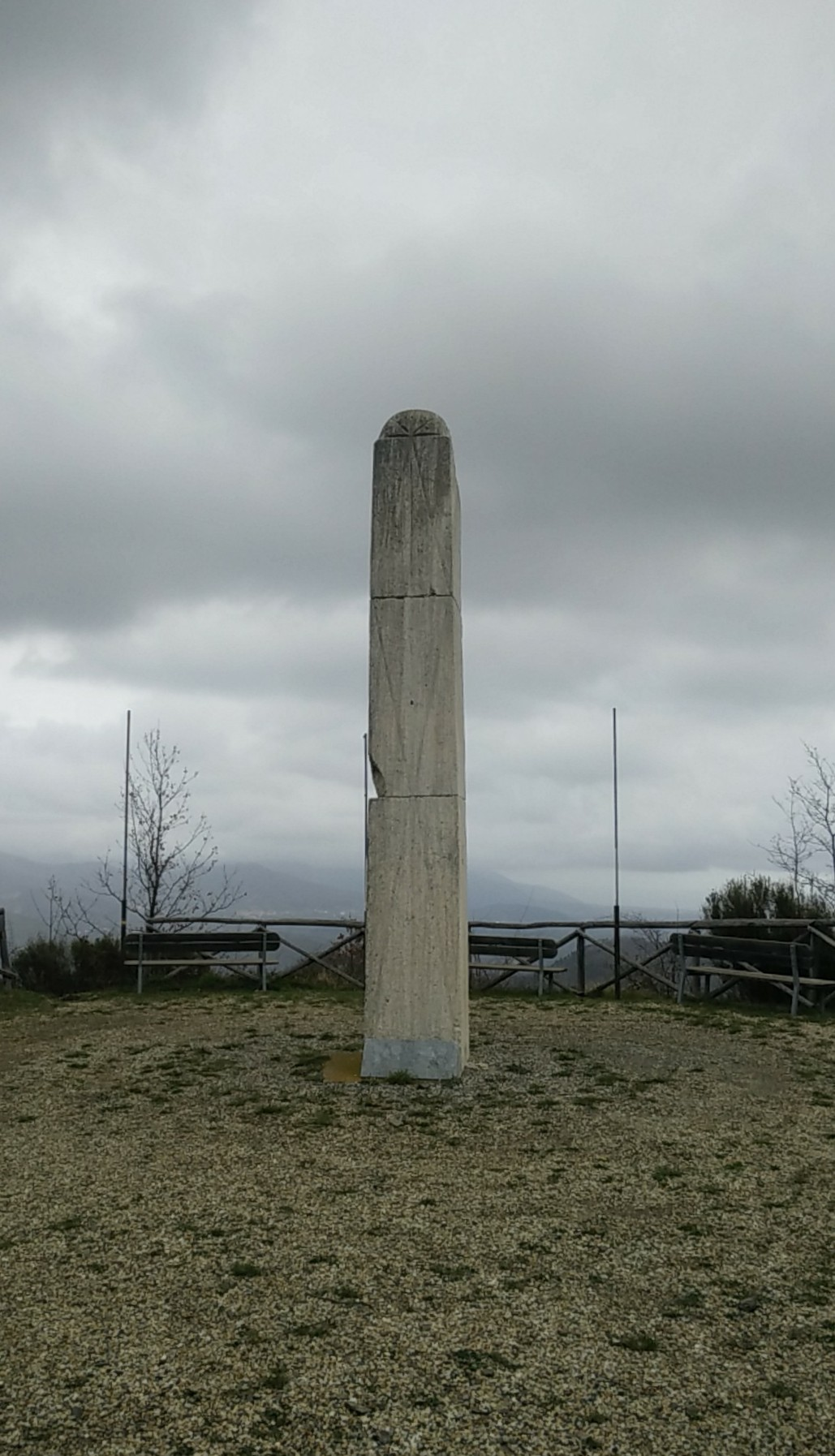
Sentinella della Pace a Casanova Lerrone
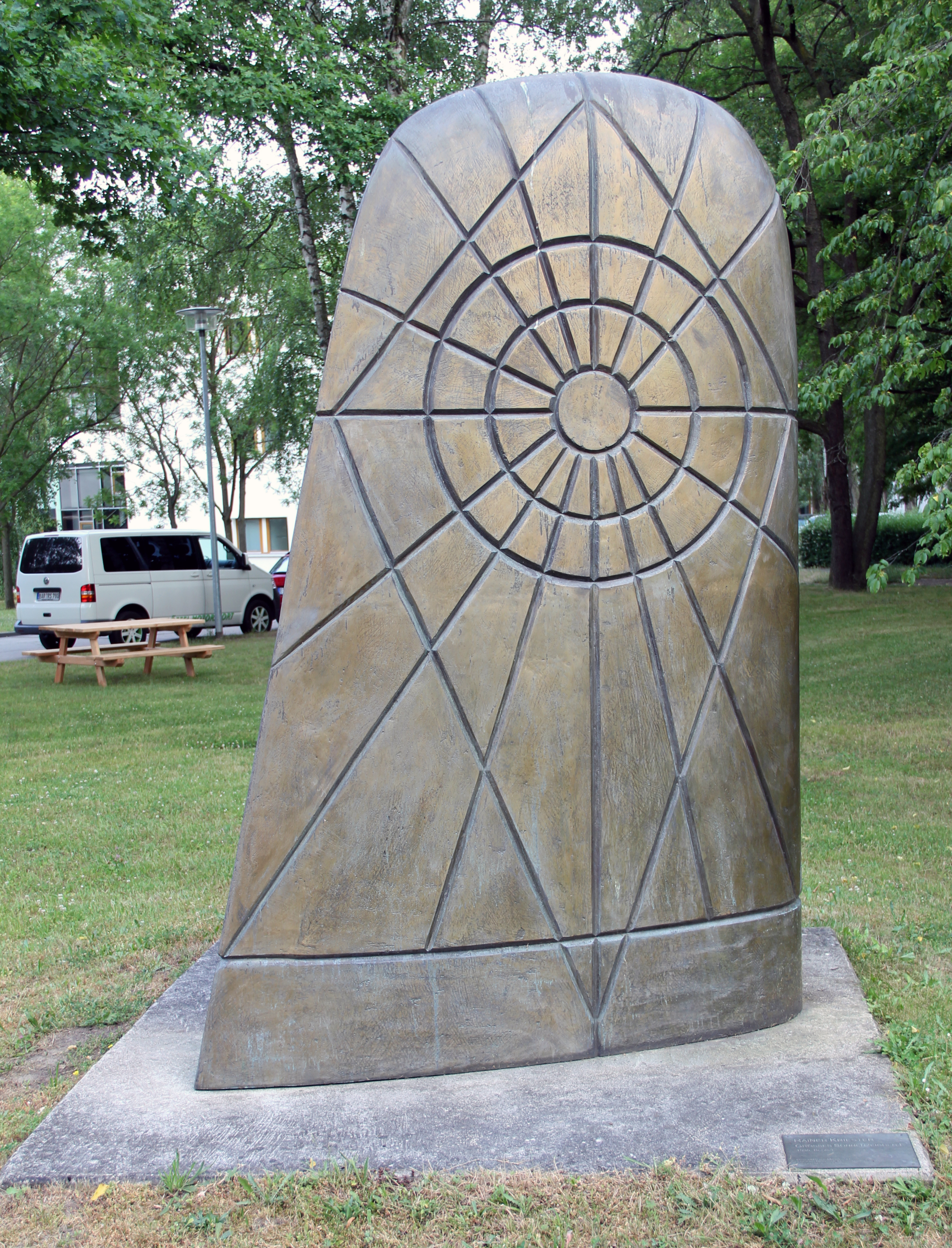
Großes Sonnenzeichen I (1995) a Berlino